# Cantone di Sainte-Enimie
Il Cantone di Sainte-Enimie era una divisione amministrativa dell'arrondissement di Florac.
È stato soppresso a seguito della riforma complessiva dei cantoni del 2014, che è entrata in vigore con le elezioni dipartimentali del 2015.
Comprendeva i comuni di:
- La Malène
- Mas-Saint-Chély
- Montbrun
- Quézac
- Sainte-Enimie